# Nyctemera chromis
Nyctemera chromis är en fjärilsart som beskrevs av Druce 1882. Nyctemera chromis ingår i släktet Nyctemera och familjen björnspinnare. Inga underarter finns listade i Catalogue of Life.